# 茨城県立牛久高等学校
茨城県立牛久高等学校（いばらきけんりつうしくこうとうがっこう）は、茨城県牛久市岡見町に所在する公立の高等学校。

## 概要
1980年（昭和55年）開校。小野川に面した台地に位置する。牛久市の姉妹都市であるオーストラリアオレンジ市のジェームズ・シーハン・カトリック高校との交流をはじめとした国際教育を推進するとともに、地域の特別支援学校や小中学校との学校間交流にも取り組んでいる。

### 設置学科
- 普通科

## 沿革
- 1980年（昭和55年）
  - プレハブ校舎で開校
  - 本校舎・体育館 着工
- 1981年（昭和56年） - 体育館・本校舎 完成
- 1982年（昭和57年） - 第1回紫輝祭（文化祭）開催
- 1984年（昭和59年） - 特色のある高校づくりモデル校
- 1985年（昭和60年） - つくば万博 全校生徒参加
- 1986年（昭和61年）
  - 沼風会館（共同宿泊学習施設） 完成
  - 牛久栄進高校開設準備室設置
- 1989年（平成元年） - 開校10周年記念式典
- 1994年（平成5年） - オーストラリア ジェームズシーハン高校と姉妹校提携
- 1997年（平成9年） - 茨城県教育委員会 サンライズハイスクール推進事業研究指定校
- 1999年（平成11年） - 開校20周年記念式典
- 2000年（平成12年） - 茨城県教育委員会 学校体育研究指定校
- 2003年（平成15年） - 文部科学省指定 学力向上フロンティア・ハイスクール
- 2008年（平成20年） - 普通教室 空調設備使用開始
- 2009年（平成21年） - 開校30周年記念式典

## 年間行事
- 4月 - 新入生歓迎会
- 6月 - 文化祭（紫輝祭）
- 7月 - 野球応援
- 9月 - 修学旅行
- 10月 - 体育大会、オーストラリア姉妹校生徒来校（隔年実施）
- 11月 - 芸術鑑賞会・文化講演会（隔年実施）
- 3月 - オーストラリア姉妹校生徒派遣・北米語学研修（隔年実施）

## 部活動

### 運動部
- 硬式野球
- サッカー
- バドミントン
- バレーボール

女子バレー部第72回春の高校バレー茨城大会準優勝
- バスケットボール
- 卓球
- ハンドボール
- 硬式テニス
- ソフトテニス
- 陸上競技

平成23年茨城県陸上競技選手権大会 女子走り幅跳び：1位、女子400m：3位、女子三段跳：4位、女子4×100mリレー：4位
- 柔道
- 剣道
- 弓道
- ラグビー

### 文化部
- 美術
- 写真
- 文芸
- 吹奏楽
- 社会福祉
- 軽音楽
- 演劇
- 英語
- 戯画
- 書道
- 科学

### 同好会
- パソコン

## 著名な卒業生
- どんぐりたけし - お笑い芸人
- 渡辺直人 - 元プロ野球選手
- 荒川朋花 - 柔道選手
- 萩原勇 - 政治家
- 永澤詩音 - バレーボール選手

## 交通アクセス
JR常磐線 牛久駅からバス、「岡田小学校前」下車、徒歩約3分。